# Cyanea marksii
Cyanea marksii är en klockväxtart som beskrevs av Joseph Rock. Cyanea marksii ingår i släktet Cyanea, och familjen klockväxter. Inga underarter finns listade i Catalogue of Life.